# Николай Иванов (футболист)
Вижте пояснителната страница за други личности с името Николай Иванов.
Николай Иванов е български футболист, нападател, състезател на ФК Септември (София) (към 1 септември 2015 година).

## Кариера
Започва своята кариера в ДЮШ на столичния ПФК Локомотив (София). С „железничарите“ става носител на Купата на България за юноши, като на финала бележи изравнителен гол срещу Марица (Пловдив), благодарение на който отбора се добира до изпълнение на дузпи, а вследствие побеждават.
От 2007 година играе за отбора на ФК Люлин (София), след като става голмайстор във В група на полусезона, на 2 януари 2008 г. заминава за Гърция, където подписва договор с отбора на Еородиакос (Кайляри). През лятото на 2011 година започва подготовка със ФК Сливнишки герой (Сливница), но преди началото на сезона отново заминава за южната ни съседка. От лятото на 2013 година е състезател на ФК Сливнишки герой (Сливница).

## ФК Сливнишки герой (Сливница)
Голмайстор на есенния дял на шампионата на ЮЗ В група, с 15 попадения. На 2 септември 2013 година бележи първия си хеттрик през сезона, при победата като гост за ФК Сливнишки герой (Сливница) срещу Чепинец (Велинград), а на 10 ноември 2013 година отбелязва 5 попадения за победата със 7 – 0 срещу Места (Хаджидимово).

## Септември София
През лятото на 2015 година напуска ФК Сливнишки герой (Сливница) и се присъединява към отбора на Септември (София), с който участва в Югозападната В група. През август 2015 получава тежка контузия в коляното в контролен мач срещу Локомотив (Горна Оряховица), която му пречи да дебютира за новия си клуб. Първата си среща за „септемврийци“ след контузията той изиграва на 11 октомври срещу Витоша (Бистрица).
Иванов е семеен с едно дете.